# بریواراستام
بریواراستام (به انگلیسی: Brivaracetam) یک ترکیب شیمیایی با شناسه پاب‌کم ۹۸۳۷۲۴۳ است. که جرم مولی آن 212.15 g/mol می‌باشد. 